# Ali Qushjí
Ali Qushjí (turc otomà: علی قوشچی)  (Samarcanda, 1403 - Constantinoble, 16 de desembre de 1474), de nom complet Aladdin Ali bin Muhammad Al-Qushji, però conegut simplement com Al-Qushjí (lteralment: el fill del falconer), va ser un astrònom de l'Edat d'or de l'islam.

## Vida i obra
Nascut a Samarcanda, era el fill del falconer reial i va tenir una bona educació a la madrassa fundada pel sultà i mecenes Ulugh Beg el 1417, on va tenir com professors, a més del propi Ulugh Beg, a Qadi Zada i al-Kaixí. Acabada la seva formació va travessar el desert per anar al sud on va fre estudis sobre les tempestes al Mar d'Oman.
Entorn de 1428 va retornar a Samarcanda on va ser el cap d'observacions de l'observatori astronòmic recentment fundat. El 1449, amb la caiguda d'Ullugh Beg, va abandonar Samarcanda i es va instal·lar a Herat (Qara Qoyunlu, actual Afganistan) on va romandre algun temps, fins que es va traslladar a Tabriz (Aq Qoyunlu, actual Iran), sota la protecció del sultà Uzun Hasan. El 1470, el sultà li va encarregar una missió diplomàtica a Constantinopla davant de Mehmet II que havia conquerit la ciutat uns anys abans. I el 1472, a invitació de Mehmet II, va deixar definitivament Tabriz per establir-se a Istanbul (el nou nom de la ciutat) on va ser professor de les principals madrasses.

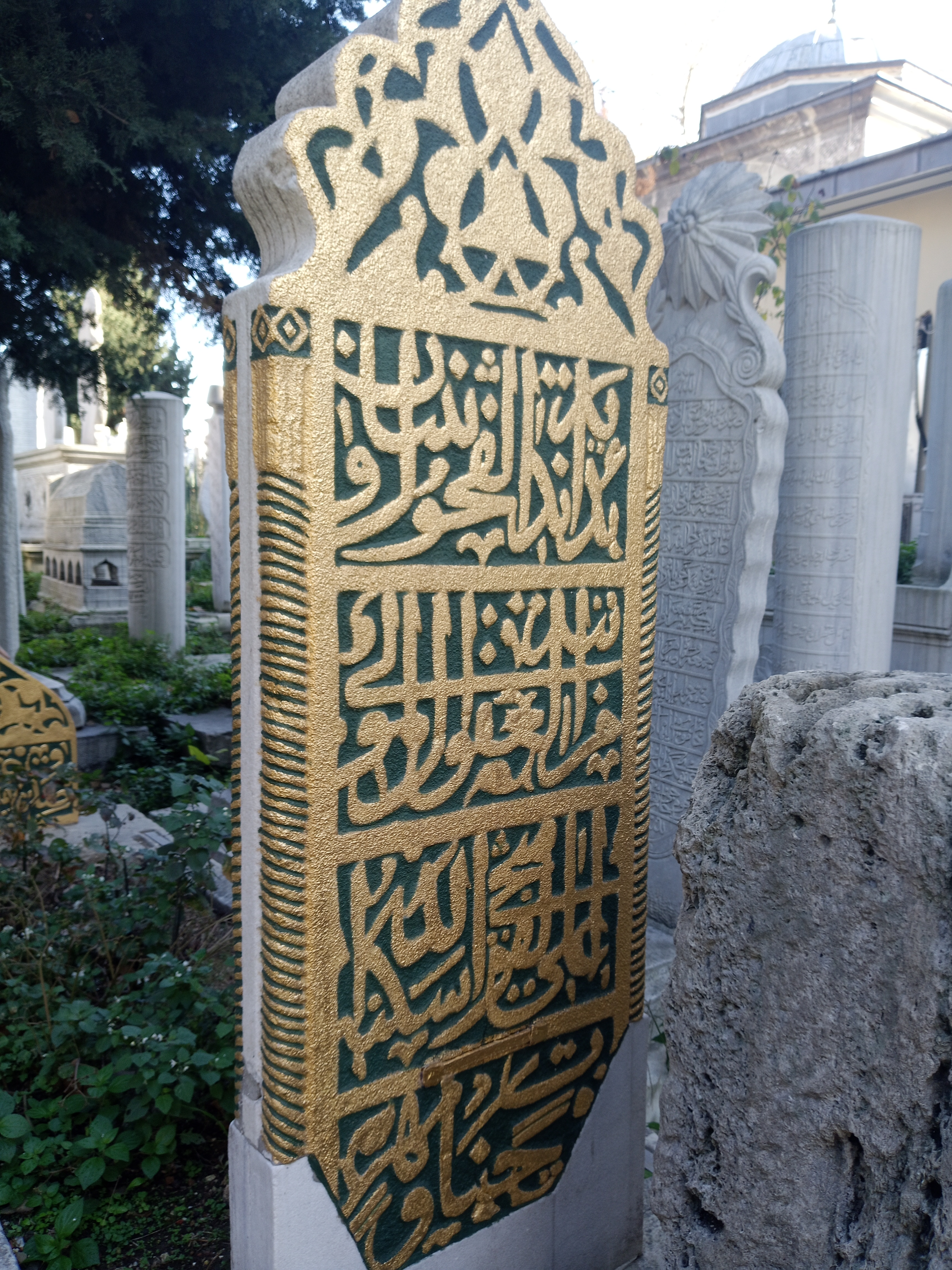
Tomba d'Ali Qushjí al cementiri de la mesquita d'Eyüp Sultan.

Va morir el 1474 i va ser enterrat a la mesquita d'Eyüp Sultan.
Al Qushjí és recordat, sobre tot, pels seus treballs en astronomia, tot i que també va escriure algunes obres de teologia, de filosofia i, sobre tot, de literatura. Ell va escriure el primer comentari a les taules astronòmiques del sultà (Zij i-Sultaní), obra que va ser força influent en tots els astrònoms successius, inclosos els occidentals. Una de les seves idees, que va se premonitòria, era que la Terra no havia d'estar necessàriament immòbil al centre de l'Univers. També va fer càlculs per establir models astronòmics que prescindissin dels epicicles i de l'excentricitat.
Les seves obres més importants en astronomia i matemàtiques van ser:
- 1449 - Şerh-i Zîc-i Uluğ Bey, l'esmentat comentari del Zij i-Sultani.
- 1457 - Risalet-i fi’l-Hey’e, probablement la seva obra més important d'astronomia.
- 1472 - Risalet-i fi’l-Hisab, un llibre d'aritmètica segurament re-elaborat d'una versió anterior escrita a Samarcanda en persa i que inclou un apartat sobre el càlcul de les posicions dels astres.
- 1472 - Risalet-i Muhammediyye, un llibre d'àlgebra i aritmètica escrit en honor de Mehmet II.
- 1473 - Risalet-i Fethiye, un llibre d'astronomia, en el qual calcula, entre altres coses, l'inclinació de l'eclíptica amb gran precisió.